# Geri Halliwell

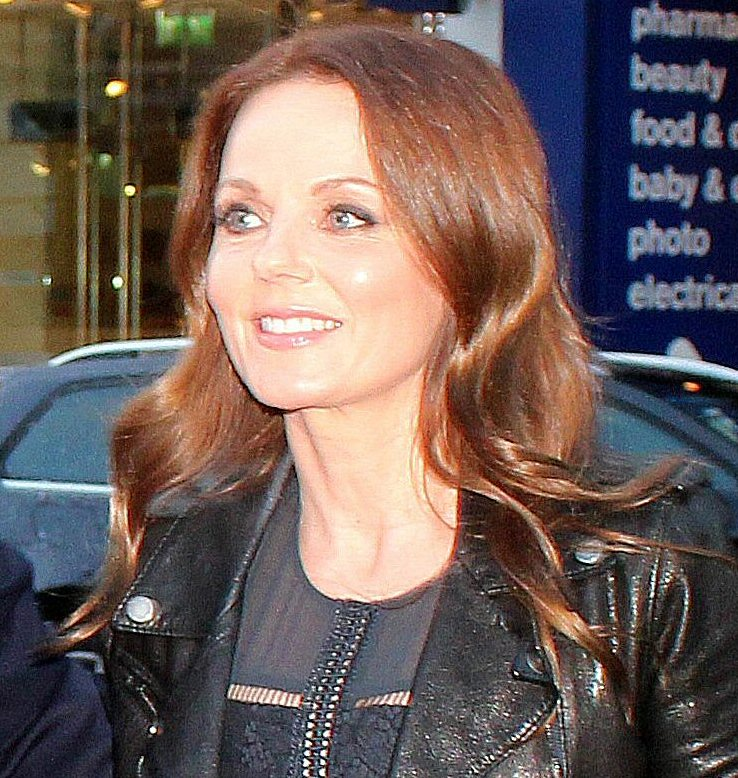
Geri Halliwell (2016)

Geraldine „Geri“ Estelle Horner (geb. Halliwell; * 6. August 1972 in Watford, Hertfordshire) ist eine britische Pop-Sängerin, Songwriterin, Autorin und Schauspielerin, die in den 1990er-Jahren als Mitglied der Girlgroup Spice Girls berühmt wurde (auch unter ihren Spitznamen „Ginger Spice“ und „Sexy Spice“). Als Solokünstlerin erzielte sie vier BRIT-Awards-Nominierungen, veröffentlichte in England vier Nummer-1-Singles und verkaufte weltweit über 13,9 Millionen Solo-Platten.

## Anfänge
Halliwell ist die Tochter von Lawrence Halliwell (1922–1993) – der zum Teil schwedische Vorfahren hat – und seiner spanischen Frau Ana María (geb. Hidalgo). Sie wuchs in Watford auf. Mit 14 Jahren verbrachte sie einen Sommer als Austauschschülerin in einer Mainzer Gastfamilie.
Halliwell schloss ihren A-Level an der Camden School for Girls ab. Bevor sie ihre Musikkarriere startete, arbeitete sie als Nachtclub-Tänzerin auf Mallorca, als Model, als Showmaster in der türkischen Ausgabe von Geh aufs Ganze! und als Pin-up-Girl. Nachdem sie mit den Spice Girls bekannt geworden war, erschienen Nacktfotos von ihr in mehreren Erotik-Magazinen, unter anderem im britischen Männermagazin Club International.
In der Dokumentation Spice Girls: Giving You Everything im Dezember 2007 wiederholte sie, ihrer Meinung nach nur „harmlose Oben-Ohne-Bilder“ gemacht zu haben, trotz zahlreicher Gegenbeweise – einschließlich Bilder in ihrer eigenen Autobiografie.

## Musikalische Biografie

### 1994–1998: Ginger Spice
Halliwell erlangte Bekanntheit als eines von fünf Mitgliedern der Spice Girls und erhielt dort den Spitznamen „Sexy Spice“ aufgrund ihrer verführerischen Outfits und Bühnenkostüme. Jedoch zog sie es vor, „Ginger Spice“ genannt zu werden. „Ich dachte immer an mich als plump, nicht sexy.“ Von allen ihren schrillen Outfits ist das bekannteste das Union-Jack-Kleid, das sie bei den BRIT Awards 1997 trug.
Halliwell wurde für ihre unabhängige und feministische Einstellung bekannt. Die Gruppe war eine der erfolgreichsten in den 1990er-Jahren und verkaufte über 35 Millionen Alben mit Spice und Spiceworld. Ihre Debüt-Single Wannabe wurde der erste von neun Nummer-1-Hits in England und erreichte weltweit die Chartspitze in 41 Staaten, inklusive Australien, Kanada und den Vereinigten Staaten. Andere erfolgreiche Veröffentlichungen waren Say You’ll Be There und 2 Become 1 aus Spice und Spice Up Your Life, Too Much und Viva Forever aus Spiceworld.
Als Songwriterin brach sie – als ein Teil der Spice Girls – den Rekord für die kürzeste Zeit, um sechs Nummer-1-Singles im Vereinigten Königreich zu erzielen: Zwischen den Top-Platzierungen von Wannabe und Too Much lagen nur ein Jahr und fünf Monate; das Duo Lennon/McCartney benötigte einen Monat mehr von From Me to You zu I Feel Fine.
Am 30. Mai 1998 verließ Halliwell die Band aufgrund von „Differenzen mit den Bandmitgliedern“. Die erste Bestätigung war eine Bekanntgabe ihres Anwalts an die Medien am Folgetag. Ihr Handeln war damals umstritten, da ihre ehemaligen Bandmitglieder zu einer Tournee durch Nordamerika verpflichtet waren, die sie schließlich ohne sie erfüllten. Obwohl sie bereits die Gruppe verlassen hatte, veröffentlichten die Spice Girls das Video zu Viva Forever mit ihr als animierter Figur. Für das folgende Album Forever schrieben die anderen Bandmitglieder einige Songs, die als Hommage an Halliwell verstanden wurden, vor allem Goodbye und Let Love Lead the Way.

### Solokarriere:Schizophonic
Kurz nachdem Halliwell die Spice Girls verlassen hatte, erschien sie in der 90-minütigen Dokumentation Geri von Molly Dineen, die auf dem britischen Fernsehsender Channel 4 ausgestrahlt wurde.
1999 startete Halliwell ihre Solokarriere und veröffentlichte ihr Soloalbum Schizophonic und vorab die Single-Auskopplung Look at Me, die von ihrem alten Freund Absolute produziert wurde. Die Single erreichte Platz zwei in den britischen Charts, nur 700 Einheiten hinter Boyzones You Needed Me, und verkaufte sich weltweit über eine Million Mal. Die weiteren Singles aus dem Album, Mi chico latino und Lift Me Up, wurden Nummer-eins-Hits in den britischen Charts, wobei letztere sich besser verkaufte als What I Am von ihrer früheren Bandkollegin Emma Bunton, die zeitgleich Platz zwei belegte. Die vierte Single Bag It Up erreichte ebenfalls die britische Chartspitze. Sie setzte weitere zwei Rekorde für die kürzeste Zeit, die ein weiblicher Songwriter benötigte, um die neunte und zehnte Nummer-eins-Single in England zu platzieren. Lift Me Up toppte die Charts drei Jahre, drei Monate und drei Wochen, nachdem Wannabe sich die erste Woche an der Spitze platziert hatte, und Bag It Up belegte vier Monate später ebenfalls die Top-Position. Zum Vergleich: Melanie C brauchte sieben weitere Monate, um ihre zehnte Nummer eins als Songwriterin mit I Turn to You zu erreichen. Die kürzeste Zeit benötigten Lennon/McCartney mit drei Jahren, einem Monat und drei Wochen zwischen From Me to You und ihrem zehnten britischen Nummer-eins-Hit Paperback Writer.
Ihre Vorliebe für provokante Werbung zeigte Halliwell, als sie bei den BRIT Awards 2000 mit dem Lied Bag It Up auftrat. Sie kam zwischen riesigen, aufblasbaren Beinen hervor, wo sie dann an einer Stange in einer gigantischen Vagina tanzte. Während des Songs riss sie ihr Shirt auf und stieg in Stilettos über die Rücken ihrer am Oberkörper entkleideten Tänzer, die alle pink gefärbte Haare hatten.
Look at Me wurde Ende 1999 für die US-Radiosender freigegeben, wurde jedoch nur wenig gespielt. Mit nur einer Radio-Single platzierte sich Schizophonic in den Billboard 200 auf Platz 42, fiel aber nur einen Monat später wieder aus den Charts. Dies ist bis heute die höchste Chartplatzierung, die ein Spice Girl dort solo erreichen konnte (Bunton erreichte mit Free Me Platz 183 und Melanie C mit Northern Star Platz 208). Das Album wurde mit Gold ausgezeichnet, nachdem es über 500.000-mal verkauft worden war. Mi chico latino hinterließ keinen merklichen Einfluss im US-Radio und weitere Singles oder Alben wurden in den Vereinigten Staaten nicht mehr veröffentlicht. Schizophonic verkaufte sich insgesamt 2,5 Millionen Mal weltweit.
Zu der Zeit hatte Halliwell eine kurze Beziehung mit Chris Evans und eine Affäre mit Robbie Williams.

### Zweites Album:Scream if You Wanna Go Faster
2001 folgte Halliwells zweites Album Scream if You Wanna Go Faster. Wie auf dem vorangegangenen Album und schon zu Spice-Girls-Zeiten war sie an Komposition und Text der Titel des Albums beteiligt. Dieses wurde von den Musikkritikern skeptischer betrachtet, war jedoch kommerziell erfolgreicher als Schizophonic. Für die Produktion waren unter anderen Steve Lipson, Gregg Alexander und Rick Nowels verantwortlich. Das Album enthielt eine Coverversion des alten Weather-Girls-Titels It’s Raining Men, welche erst zum Ende der Produktion hinzugefügt, schließlich aber als Vorabsingle veröffentlicht wurde. Ursprünglich war der Titel Feels Like Sex als erste Single geplant, blieb jedoch nur ein Albumtrack. Auch Circles Round the Moon wurde als Single gehandelt, da sie den Song bei der britischen Musik-Show CD:UK aufführte und bereits 12"-Vinyl-Promos an verschiedene Clubs gesendet wurden.
Halliwells Version von It’s Raining Men wurde für den Soundtrack zum Film Bridget Jones – Schokolade zum Frühstück (2001) und das Videospiel DDRMAX2 Dance Dance Revolution 7thMix verwendet. Die Single wurde ein großer internationaler Erfolg; lediglich das Lady-Marmalade-Cover von Christina Aguilera, Lil’ Kim, Mýa und Pink verkaufte sich 2001 im weltweiten Vergleich öfter.
Weitere Singles waren Scream if You Wanna Go Faster (Platz 8 in England) und Calling (Platz 7 in England). Letzterer war Halliwells Lieblingssong auf dem Album. Es wurde auch eine französische Version, Calling (Au Nom de L’amour), aufgenommen. Das Album verkaufte sich mehr als 1,3 Millionen Mal weltweit, wurde jedoch nicht in den Vereinigten Staaten veröffentlicht.
2003 landete Halliwell auf Platz neun der TV-Show 100 Worst Britons, der britischen Variante der Rankingshow Die 100 nervigsten Deutschen.
Halliwell veröffentlichte die zwei Autobiografien If Only (1999) und Just for the Record (2002), die von ihrem Aufstieg zum Star und ihrem turbulenten Leben als Berühmtheit handeln. Sie veröffentlichte auch zwei Yoga-DVDs, Geri Yoga and Geri Body Yoga.
2002 saß Halliwell neben Pete Waterman und Louis Walsh in der Jury von Popstars: The Rivals, aus der die Band Girls Aloud hervorging.
Auch in den Vereinigten Staaten verfolgte Halliwell eine Fernsehkarriere. Durch den früheren Spice-Girls-Manager Simon Fuller saß sie 2003 in der Jury der US-Reality-Show All American Girl und trat als Gastreporterin in Boulevardmagazinen wie Extra auf, die sich mit Themen über Prominente befassen. Sie hatte auch eine Gastrolle in der Fernsehserie Sex and the City sowie im Film Fat Slags (2004), der auf den Charakteren der britischen Comic-Zeitschrift Viz – ähnlich dem US-amerikanischen MAD-Magazin – basiert.

### Drittes Album:Passion
2004 begann Halliwell eine Zusammenarbeit mit dem Fernsehsender Five als Moderatorin von Party in the Park zugunsten der Charity-Einrichtung „The Prince’s Trust“. Außerdem war sie die Moderatorin und Hauptkünstlerin des Events Tickled Pink Girls’ Night in Live! und drehte die Dokumentation There’s Something About Geri.
Ende 2004 kehrte Halliwell mit der Single Ride It – die in England Platz 4 der Single-Charts und Platz 1 in den Dance-Charts erreichte – zur Musik zurück. Die Single wurde nicht überall beworben, erreichte jedoch in verschiedenen europäischen Staaten hohe Chartplatzierungen, wie Platz 3 in Spanien. Dies war die erste Single-Auskopplung aus dem dritten Album Passion, das eigentlich im Frühling 2005 nach einer zweiten Single veröffentlicht werden sollte. Jedoch verstrichen mehrere Monate, bis eine weitere Single veröffentlicht wurde. In dieser Zeit wurde sie anscheinend verpflichtet, weitere Songs für ihr bis dahin unveröffentlichtes Album aufzunehmen, da ihre Plattenfirma unglücklich mit der Setlist war.
Halliwell plante ihre erste Solo-Tour mit Auftritten in England und Irland, aber ein schlechtes Management, eine schlechte Tourplanung, der Druck der Plattenfirma, mehr Songs aufzunehmen, sowie schlechte Ticketverkäufe ließen sie die Tour streichen.
Schließlich wurde die neue Single Desire am 30. Mai 2005 veröffentlicht und belegte im Vereinigten Königreich Platz 22 in den Single-Charts und Platz 1 in den UK Dance Charts. Kurz danach wurde das Album Passion veröffentlicht, das wenig Beachtung von Kritikern und Öffentlichkeit bekam. Im Vereinigten Königreich erreichte es Platz 41. Erklärt wurde die schlechte Platzierung unter anderem mit der mangelhaften Vermarktung. Gerüchte, dass Love Never Loved Me als dritte Single aus Passion veröffentlicht würde, bewahrheiteten sich nicht.
Ihren bislang letzten Auftritt als Solokünstlerin hatte Halliwell am 25. Juni 2005, als sie bei der TV total Stock Car Crash Challenge das Lied Desire sang. 2005 sah man sie auf dem Wiener Opernball als Begleitung von Richard Lugner.
Nachdem die letzte Single und das letzte Album gefloppt waren, gab Halliwell im November 2006 bekannt, sie werde nie wieder eine CD aufnehmen. Sie sagte: „Ich hatte meine Chance und habe versucht, sie zu nutzen, aber das war wohl nicht genug, und deshalb beende ich meine Karriere als Sängerin endgültig!“

### Spice-Girls-Reunion

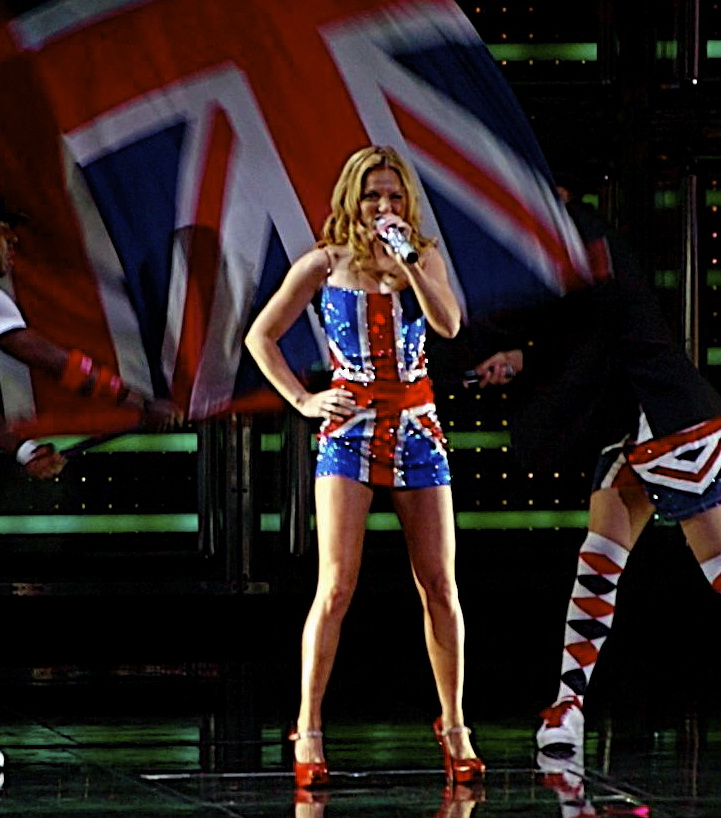
Halliwell im Union-Jack-Kleid (2008)

Am 28. Juni 2007 verkündete Halliwell zusammen mit ihren früheren Bandkolleginnen, dass sie an der The Return of the Spice Girls-Tour teilnehme, einer Welttournee mit allen fünf Spice-Girls-Mitgliedern, wo man das erste Mal die Band in Originalbesetzung wieder auf der Bühne erleben konnte, seitdem sie die Band 1998 verlassen hatte. Auf der Tour sang sie ihren Solotitel It’s Raining Men. Mit ihren Bandkolleginnen war sie während der Weihnachtszeit 2007 in zwei Tesco-Werbespots zu sehen. 2019 ging sie erneut mit den Spice Girls auf Tour in Großbritannien.

## Autorin
Am 12. April 2007 wurde bekannt, dass Halliwell einen Vertrag über sechs Kinderbücher mit dem Verlag Macmillan Children’s Books abschließen konnte. Die Bücher handeln von der neun Jahre alten Ugenia Lavender, die sie sich ausgedacht hatte.
In den Abenteuern wird Lavender von Charakteren begleitet, die auf Berühmtheiten aus Halliwells Freundeskreis basieren, einschließlich ihrer Bandkollegin Victoria Beckham und Gordon Ramsay. Ein neuer Song, die Titelmelodie zu den Hörbüchern, wurde ebenfalls aufgenommen.
2023 veröffentlichte sie das Kinder- und Jugendbuch Rosie Frost and the Falcon Queen unter dem Autorennamen Geri Halliwell-Horner, 2025 folgte Rosie Frost – Ice on Fire.

## Politik
Schon zu Beginn der Spice Girls betonte Halliwell, wie wichtig politisches Bewusstsein ist:

„Du kannst noch so gut aussehen, hundertmal am Tag ‚Girlpower!‘ zum Fenster rausschreien oder irgendwelchen Machos den Finger zeigen. Solange du keine Ahnung davon hast, wer dich regiert und wohin er dich und dein Land führen will, bist du ein dummes Schaf, das mit der Herde zum Schlachthof trottet.“

1996 meinte Halliwell zu Tony Blair:

„Man kann ihm die Wirtschaftspolitik nicht überlassen. Er ist ein aalglatter Marketingtyp ohne Ideale.“

1997 erklärte Halliwell während der Wahlen im Vereinigten Königreich:

„Ich sah viel von dem, was Frau Thatcher tat. Sie war definitiv das erste Spice Girl, das sich von der Tochter eines Obst- und Gemüsehändlers zur Premierministerin erhob. Sie war ein echtes Vorbild einer starken Frau.“

Sie behauptete auch, dass sie sich der Conservative Party eng verbunden fühle, dass Thatcher eine Pionierin von „Girl Power“ gewesen und das „sechste Spice Girl“ sei.
2001 unterstützte Halliwell die britische Labour Party. Der Grund für ihre Loslösung war ihre Bewunderung für Premier Blair und seine Frau Cherie und „das wunderbare Beispiel, das die beiden als Eltern geben.“ Einige politische Kommentatoren verspotteten ihre „schnelle“ (fünf Jahre) Änderung der politischen Unterstützung und verspotteten die Labour Party für das Vertrauen auf berühmte Anhänger, um die Wählerschaft zu begeistern.

## Privatleben

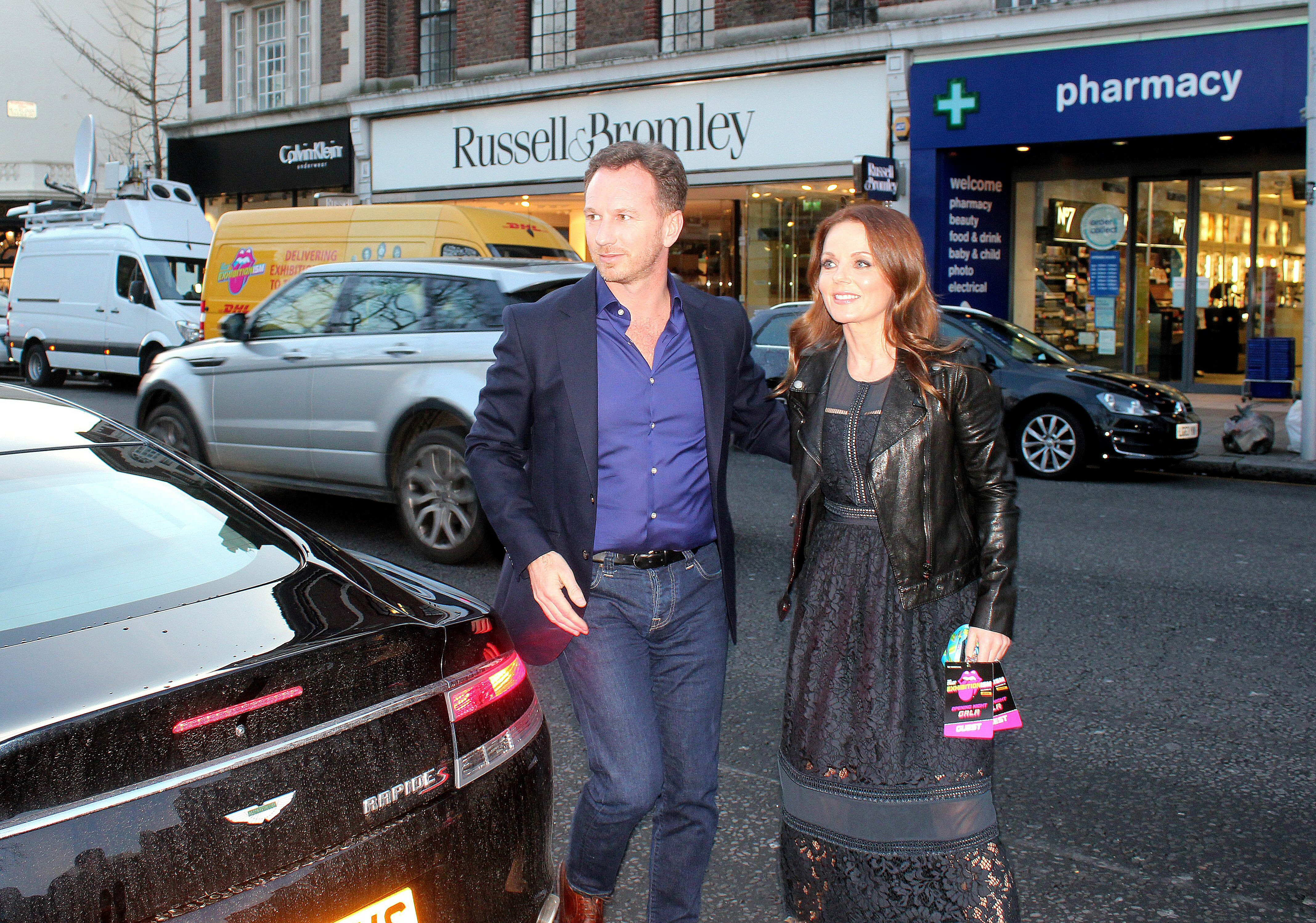
Halliwell mit ihrem Mann Christian Horner in London (2016)

Halliwell wurde im Mai 2006 Mutter einer Tochter aus ihrer Beziehung mit dem Regisseur Sacha Gervasi (* 1966).
Am 11. November 2014 gab Halliwell ihre Verlobung mit Christian Horner (* 1973) – dem damaligen Teamchef des Formel-1-Rennstalls Red Bull Racing – bekannt, den sie am 15. Mai 2015 heiratete. Am 21. Januar 2017 kam ihr gemeinsamer Sohn Montague George Horner zur Welt.

## Diskografie

### Studioalben
| Jahr | Titel                         | Höchstplatzierung, Gesamtwochen, AuszeichnungChartplatzierungen (Jahr, Titel, Platzierungen, Wochen, Auszeichnungen, Anmerkungen) | Höchstplatzierung, Gesamtwochen, AuszeichnungChartplatzierungen (Jahr, Titel, Platzierungen, Wochen, Auszeichnungen, Anmerkungen) | Höchstplatzierung, Gesamtwochen, AuszeichnungChartplatzierungen (Jahr, Titel, Platzierungen, Wochen, Auszeichnungen, Anmerkungen) | Höchstplatzierung, Gesamtwochen, AuszeichnungChartplatzierungen (Jahr, Titel, Platzierungen, Wochen, Auszeichnungen, Anmerkungen) | Höchstplatzierung, Gesamtwochen, AuszeichnungChartplatzierungen (Jahr, Titel, Platzierungen, Wochen, Auszeichnungen, Anmerkungen) | Anmerkungen                                              |
| Jahr | Titel                         | DE | AT | CH | UK | US | Anmerkungen                                              |
| ---- | ----------------------------- | --- | --- | --- | --- | --- | -------------------------------------------------------- |
| 1999 | Schizophonic                  | DE52 (12 Wo.)DE | AT30 (6 Wo.)AT | CH31 (4 Wo.)CH | UK4 ×2Doppelplatin · (63 Wo.)UK                                                                                                   | US42 Gold · (7 Wo.)US | Erstveröffentlichung: 7. Juni 1999 Verkäufe: + 1.385.000 |
| 2001 | Scream if You Wanna Go Faster | DE29 (9 Wo.)DE | AT30 (8 Wo.)AT | CH22 (15 Wo.)CH | UK5 (23 Wo.)UK | — | Erstveröffentlichung: 14. Mai 2001 Verkäufe: + 50.000    |
| 2005 | Passion                       | — | — | — | UK41 (2 Wo.)UK | — | Erstveröffentlichung: 6. Juni 2005                       |

### Singles
| Jahr | Titel Album                                    | Höchstplatzierung, Gesamtwochen, AuszeichnungChartplatzierungen (Jahr, Titel, Album, Platzierungen, Wochen, Auszeichnungen, Anmerkungen) | Höchstplatzierung, Gesamtwochen, AuszeichnungChartplatzierungen (Jahr, Titel, Album, Platzierungen, Wochen, Auszeichnungen, Anmerkungen) | Höchstplatzierung, Gesamtwochen, AuszeichnungChartplatzierungen (Jahr, Titel, Album, Platzierungen, Wochen, Auszeichnungen, Anmerkungen) | Höchstplatzierung, Gesamtwochen, AuszeichnungChartplatzierungen (Jahr, Titel, Album, Platzierungen, Wochen, Auszeichnungen, Anmerkungen) | Anmerkungen                                                |
| Jahr | Titel Album                                    | DE | AT | CH | UK | Anmerkungen                                                |
| ---- | ---------------------------------------------- | --- | --- | --- | --- | ---------------------------------------------------------- |
| 1999 | Look at Me Schizophonic                        | DE22 (9 Wo.)DE | AT27 (7 Wo.)AT | CH15 (12 Wo.)CH | UK2 Gold · (17 Wo.)UK | Erstveröffentlichung: 10. Mai 1999 Verkäufe: + 450.000     |
| 1999 | Mi Chico Latino Schizophonic                   | DE28 (11 Wo.)DE | AT27 (8 Wo.)AT | CH26 (7 Wo.)CH | UK1 Gold · (27 Wo.)UK | Erstveröffentlichung: 16. August 1999 Verkäufe: + 400.000  |
| 1999 | Lift Me Up Schizophonic                        | DE77 (10 Wo.)DE | — | — | UK1 Silber · (32 Wo.)UK | Erstveröffentlichung: 1. November 1999 Verkäufe: + 200.000 |
| 2000 | Bag It Up Schizophonic                         | DE79 (7 Wo.)DE | — | CH66 (7 Wo.)CH | UK1 Silber · (15 Wo.)UK | Erstveröffentlichung: 13. März 2000 Verkäufe: + 200.000    |
| 2001 | It’s Raining Men Scream if You Wanna Go Faster | DE5 Gold · (18 Wo.)DE | AT5 (25 Wo.)AT | CH4 Gold · (42 Wo.)CH | UK1 Gold · (20 Wo.)UK | Erstveröffentlichung: 19. April 2001 Verkäufe: + 1.630.000 |
| 2001 | Scream if You Wanna Go Faster                  | DE67 (4 Wo.)DE | — | CH62 (9 Wo.)CH | UK8 Gold · (13 Wo.)UK | Erstveröffentlichung: 30. Juli 2001 Verkäufe: + 400.000    |
| 2001 | Calling Scream if You Wanna Go Faster          | DE48 (10 Wo.)DE | AT28 (14 Wo.)AT | CH21 (22 Wo.)CH | UK7 (10 Wo.)UK | Erstveröffentlichung: 26. November 2001                    |
| 2004 | Ride It Passion                                | DE73 (8 Wo.)DE | AT55 (8 Wo.)AT | CH63 (6 Wo.)CH | UK4 (9 Wo.)UK | Erstveröffentlichung: 13. Oktober 2004                     |
| 2005 | Desire Passion                                 | DE97 (1 Wo.)DE | — | — | UK22 (6 Wo.)UK | Erstveröffentlichung: 26. Mai 2005                         |

Weitere Singles
- 2013: Half of Me
- 2017: Angels In Chains

## Auszeichnungen für Musikverkäufe
| Silberne Schallplatte - Frankreich - 2002: für das Album Scream if You Wanna Go Faster Goldene Schallplatte - Australien - 1999: für das Album Schizophonic - 1999: für die Single Look at Me - Frankreich - 1999: für das Album Schizophonic - Niederlande - 2001: für die Single It’s Raining Men - Schweden - 1999: für die Single Look at Me - Spanien - 1999: für das Album Schizophonic | Platin-Schallplatte - Australien - 2001: für die Single It’s Raining Men - Kanada - 1999: für das Album Schizophonic 2× Platin-Schallplatte - Belgien - 2001: für die Single It’s Raining Men Diamantene Schallplatte - Frankreich - 2002: für die Single It’s Raining Men |

Anmerkung: Auszeichnungen in Ländern aus den Charttabellen bzw. Chartboxen sind in ebendiesen zu finden.
| Land/RegionAuszeichnungen für Musikverkäufe (Land/Region, Auszeichnungen, Verkäufe, Quellen) | Silber     | Gold       | Platin     | Diamant  | Verkäufe  | Quellen             |
| -------------------------------------------------------------------------------------------- | ---------- | ---------- | ---------- | -------- | --------- | ------------------- |
| Australien (ARIA)                                                                            | —          | 2× Gold2   | Platin1    | —        | 140.000   | aria.com.au         |
| Belgien (BRMA)                                                                               | —          | —          | 2× Platin2 | —        | 100.000   | ultratop.be         |
| Deutschland (BVMI)                                                                           | —          | Gold1      | —          | —        | 250.000   | musikindustrie.de   |
| Frankreich (SNEP)                                                                            | Silber1    | Gold1      | —          | Diamant1 | 900.000   | infodisc.fr         |
| Kanada (MC)                                                                                  | —          | —          | Platin1    | —        | 100.000   | musiccanada.com     |
| Niederlande (NVPI)                                                                           | —          | Gold1      | —          | —        | 40.000    | nvpi.nl             |
| Schweden (IFPI)                                                                              | —          | Gold1      | —          | —        | 15.000    | ifpi.se             |
| Schweiz (IFPI)                                                                               | —          | Gold1      | —          | —        | 20.000    | hitparade.ch        |
| Spanien (Promusicae)                                                                         | —          | Gold1      | —          | —        | 50.000    | elportaldemusica.es |
| Vereinigte Staaten (RIAA)                                                                    | —          | Gold1      | —          | —        | 500.000   | riaa.com            |
| Vereinigtes Königreich (BPI)                                                                 | 2× Silber2 | 4× Gold4   | 2× Platin2 | —        | 2.600.000 | bpi.co.uk           |
| Insgesamt                                                                                    | 3× Silber3 | 13× Gold13 | 6× Platin6 | Diamant1 |           |                     |

## Filmografie (Auswahl)
- 1993: Geh aufs Ganze! (Türkische Version)
- 1997: Spiceworld – Der Film (Spice World)
- 2002: Popstars: The Rivals – Jurymitglied
- 2003: All American Girl – Jurymitglied/Moderatorin
- 2003: Sex and the City (Cameo-Auftritt)
- 2004: Fat Slags
- 2009: Crank 2: High Voltage (Crank: High Voltage)
- 2011: Come Fly with Me
- 2023: Gran Turismo

## Auszeichnungen für ihre Solo-Tätigkeit
- 1999: Goldene Europa
- 2000: Capital FM Awards Beste weibliche, englische Sängerin
- 2001: VIVA Comet für Online
- 2002: NRJ Music Awards Bestes internationales Lied des Jahres für It’s Raining Men
- 2016: Attitude Awards Honorary Gay[20]